# Indira Terrero
Indira Terrero Letuce (29 novembre 1985) è una velocista e mezzofondista cubana naturalizzata spagnola.

## Palmarès
| Anno                           | Manifestazione      | Sede           | Evento      | Risultato  | Prestazione | Note                                     |
| ------------------------------ | ------------------- | -------------- | ----------- | ---------- | ----------- | ---------------------------------------- |
| In rappresentanza di Cuba      |                     |                |             |            |             |                                          |
| 2005                           | Campionati CAC      | Nassau         | 400 m piani | Batteria   | 55"47       |                                          |
| 2005                           | Campionati CAC      | Nassau         | 4×400 m     | Bronzo     | 3'33"85     |                                          |
| 2007                           | Giochi panamericani | Rio de Janeiro | 400 m piani | Bronzo     | 51"09       |                                          |
| 2007                           | Giochi panamericani | Rio de Janeiro | 4×400 m     | Oro        | 3'27"51     |                                          |
| 2007                           | Mondiali            | Osaka          | 400 m piani | Semifinale | 51"08       |                                          |
| 2007                           | Mondiali            | Osaka          | 4×400 m     | 7ª         | 3'27"05     |                                          |
| 2008                           | Campionati CAC      | Cali           | 400 m piani | Oro        | 50"98       |                                          |
| 2008                           | Campionati CAC      | Cali           | 4×400 m     | Oro        | 3'27"97     |                                          |
| 2008                           | Giochi olimpici     | Pechino        | 400 m piani | Semifinale | 51"80       |                                          |
| 2008                           | Giochi olimpici     | Pechino        | 4×400 m     | 6ª         | 3'23"21     |                                          |
| 2009                           | Campionati CAC      | L'Avana        | 400 m piani | Oro        | 51"64       |                                          |
| 2009                           | Campionati CAC      | L'Avana        | 4×400 m     | Oro        | 3'29"94     |                                          |
| 2009                           | Mondiali            | Berlino        | 400 m piani | Semifinale | 51"87       |                                          |
| 2009                           | Mondiali            | Berlino        | 4×400 m     | 7ª         | 3'36"99     |                                          |
| In rappresentanza della Spagna |                     |                |             |            |             |                                          |
| 2014                           | Europei             | Zurigo         | 400 m piani | Bronzo     | 51"38       | Miglior prestazione personale stagionale |
| 2015                           | Europei indoor      | Praga          | 400 m piani | Argento    | 52"63       | Miglior prestazione personale stagionale |
| 2016                           | Europei             | Amsterdam      | 400 m piani | Batteria   | dnf         |                                          |